# Calinaga buddha
Espèce
Calinaga buddha est un lépidoptère (papillon) diurne appartenant à la famille des Nymphalidae, à la sous-famille des Calinaginae et au genre Calinaga.

## Dénomination
Calinaga buddha a été nommé par Frederic Moore en 1845.

### Noms vernaculaires
Calinaga buddha se nomme Freak en anglais.

### Sous-espèces
- Calinaga buddha avalokita Fruhstorfer, 1914 ;
- Calinaga buddha bedoci Le Cerf ;
- Calinaga buddha brahma Butler, 1885 ;
- Calinaga buddha formosana Fruhstorfer, 1908 ;
- Calinaga buddha nebulosa Oberthür [1].

Sont maintenant considérées comme des espèces à part entière:
- Calinaga aborica Tytler, 1915 ; présent dans le nord de la Birmanie.
- Calinaga gautama Moore, 1896 ; présent au Bhoutan[2].

## Description
C'est un très grand papillon, sans dimorphisme sexuel, de couleur extrêmement variable entre le noir, le marron foncé à clair et l'orange.  Il est orné de taches claires blanches, crème ou jaunes, allongées entre les nervures très développées dans la partie basale.

## Biologie
Il vole en une seule génération qui apparaît au printemps et vole de mars à juillet.

### Plantes hôtes
Les plantes hôtes de sa chenille sont des mûriers, particulièrement Morus australis et Morus alba.

## Écologie et distribution
Il est présent en Asie du Sud-Est dans le Sikkim, l'Assam et le nord de la Birmanie.

### Biotope
Il réside entre 1 000 et 1 350 mètres.

## Statut
Least Concern (LC).